# The Emerald Forest
The Emerald Forest is een Britse avonturenfilm geregisseerd door John Boorman en geschreven door Rospo Pallenberg. Het script is gebaseerd op een waar gebeurd verhaal dat zich afspeelde in het Braziliaanse regenwoud. De film werd getoond op het filmfestival van Cannes.

## Verhaal
Bill Markham is een ingenieur die naar Brazilië verhuisde om een waterdam te bouwen. Daarvoor moet een deel van het regenwoud gehakt worden zodat een gedeelte ervan later onder water kan worden gezet terwijl een ander gedeelte dienst zal doen voor landbouw en woonruimte.
Op een dag neemt Bill zijn zevenjarige zoon Tommy mee om hem te tonen wat men tot nu toe heeft verwezenlijkt. Tommy gaat het regenwoud in en wordt niet veel later ontvoerd door een inheemse man. Deze laatste is het opperhoofd van een ongekende wilde stam die zichzelf "de onzichtbaren" noemen.
Tien jaar later is de dam bijna klaar. De zeventienjarige Tommy, nu aangesproken als Tommé, leeft nog steeds bij de wilde stam en heeft hun taal en cultuur overgenomen. Tommé ondergaat een ritueel om zijn mannelijkheid te vieren, huwt met Kachiri en ondergaat een vision quest. Tijdens deze vision quest toont een spiritueel dier waar Tommé de heilige stenen kan vinden die de stam gebruikt om zich te verven. Dankzij deze kleiachtige substantie kunnen ze zich camoufleren waardoor ze opgaan in het woud en onopgemerkt blijven. Tommé dient deze stenen te zoeken, maar het stamhoofd waarschuwt dat de tocht gevaarlijk is omdat het woongebied van een kannibalenstam moet worden gepasseerd.
Ondertussen is Bill nog steeds op zoek naar zijn zoon. Hij heeft zelf ondertussen de basis van heel wat inheemse talen geleerd. Nu start hij met een journalist een exploratie doorheen het regenwoud op zoek naar wilde stammen. Ze worden gevangengenomen door de kannibalen. Bill schiet een van de kannibalen dood met een CAR-15. De kannibalen zijn verrast en laten Bill tijdelijk vrij. Er zal de volgende dag een klopjacht op hem worden ingezet. De journalist wordt wel gedood door de kannibalen.
Tijdens zijn vlucht ontmoet Bill zijn zoon Tommy. Beiden herkennen elkaar onmiddellijk. Echter hebben de kannibalen Bill ingehaald en raken hem met een gifpijl. Tommé en Bill kunnen ontsnappen dankzij de rivier. Hij neemt zijn vader mee naar zijn eigen stam waar Bill wordt verzorgd. Daar leert Bill ook de gebruiken van de stam en ondergaat een vision quest. Wanneer hij ontwaakt, is hij aan de rand van het regenwoud.
De kannibalen hebben ondertussen door hoe een geweer werkt. Via via komen ze in contact met de beschaafde wereld om daar geweren te kopen. Een malafide man wil de wapens leveren in ruil voor vrouwen. Zij vallen daarop de stam van Tommé aan en ontvoeren alle jonge vrouwen om hen als seksslavinnen te verkopen aan de malafide man.
Tommé en heel wat andere leden van hun stam starten een reddingsactie waarbij heel wat van hen omkomen, waaronder ook het stamhoofd. Tijdens deze reddingsactie ontmoet Tommé zijn vader opnieuw alsook zijn natuurlijke moeder. Bill waarschuwt Tommé dat de dam weldra in werking zal treden en dat er wellicht nog meer regenwoud zal worden vernietigd. Tommé stelt zijn vader gerust: als de kikkers hard genoeg zingen, zal de regen de dam wegspoelen. Nadat de vrouwen zijn bevrijd, keren zij allen terug naar hun dorp. Daar wordt Tommé aangeduid als het nieuwe stamhoofd.
Niet veel later is er een grote storm waarbij Tommé een vision quest ondergaat waarin hij in de vorm van een roofvogel alle kikkers in het regenwoud aanzet om te brullen. Op hetzelfde moment brengt Bill dynamiet aan de dam om deze zo op te blazen. De dam begeeft het, hoewel het ongekend is of dit komt door de actie van Tommé of van Bill.
In de eindscène zitten Tommé en Kachiri aan een zwempoel en bespreken welke leden van de stam goede koppels zouden vormen.

## Rolverdeling
| Acteur            | Personage             |
| ----------------- | --------------------- |
| Powers Boothe     | Bill Markham          |
| Meg Foster        | Jean Markham          |
| Yara Vaneau       | jonge Heather Markham |
| William Rodriguez | jonge Tommy Markham   |
| Ruy Polanah       | Opperhoofd Wanadi     |
| Charley Boorman   | Tommé                 |
| Dira Paes         | Kachiri               |
| Eduardo Conde     | Werner                |
| Ariel Coelho      | Padre Leduc           |
| Peter Marinker    | Perreira              |
| Mario Borges      | Costa                 |
| Átila Iório       | Handelaar             |
| Gabriel Archanjo  | Handelaar             |
| Gracindo Júnior   | Carlos                |
| Arthur Muhlenberg | Rico                  |
| Estee Chandler    | Heather Markham       |